# Le Mesnil-Thomas
Le Mesnil-Thomas ist eine französische Gemeinde mit 337 Einwohnern (Stand: 1. Januar 2022) im Département Eure-et-Loir in der Region Centre-Val de Loire. Sie gehört zum Arrondissement Chartres und zum Kanton Saint-Lubin-des-Joncherets.

## Geographie
Le Mesnil-Thomas liegt etwa 28 Kilometer westnordwestlich von Chartres. Umgeben wird Le Mesnil-Thomas von den Nachbargemeinden Louvilliers-lès-Perche im Norden, Maillebois im Nordosten, Jaudrais im Osten und Südosten sowie Senonches im Süden und Westen.

## Bevölkerungsentwicklung
| Jahr                       | 1962 | 1968 | 1975 | 1982 | 1990 | 1999 | 2006 | 2020 |
| Einwohner                  | 333  | 301  | 254  | 286  | 250  | 290  | 324  | 332  |
| Quellen: Cassini und INSEE |      |      |      |      |      |      |      |      |

## Sehenswürdigkeiten

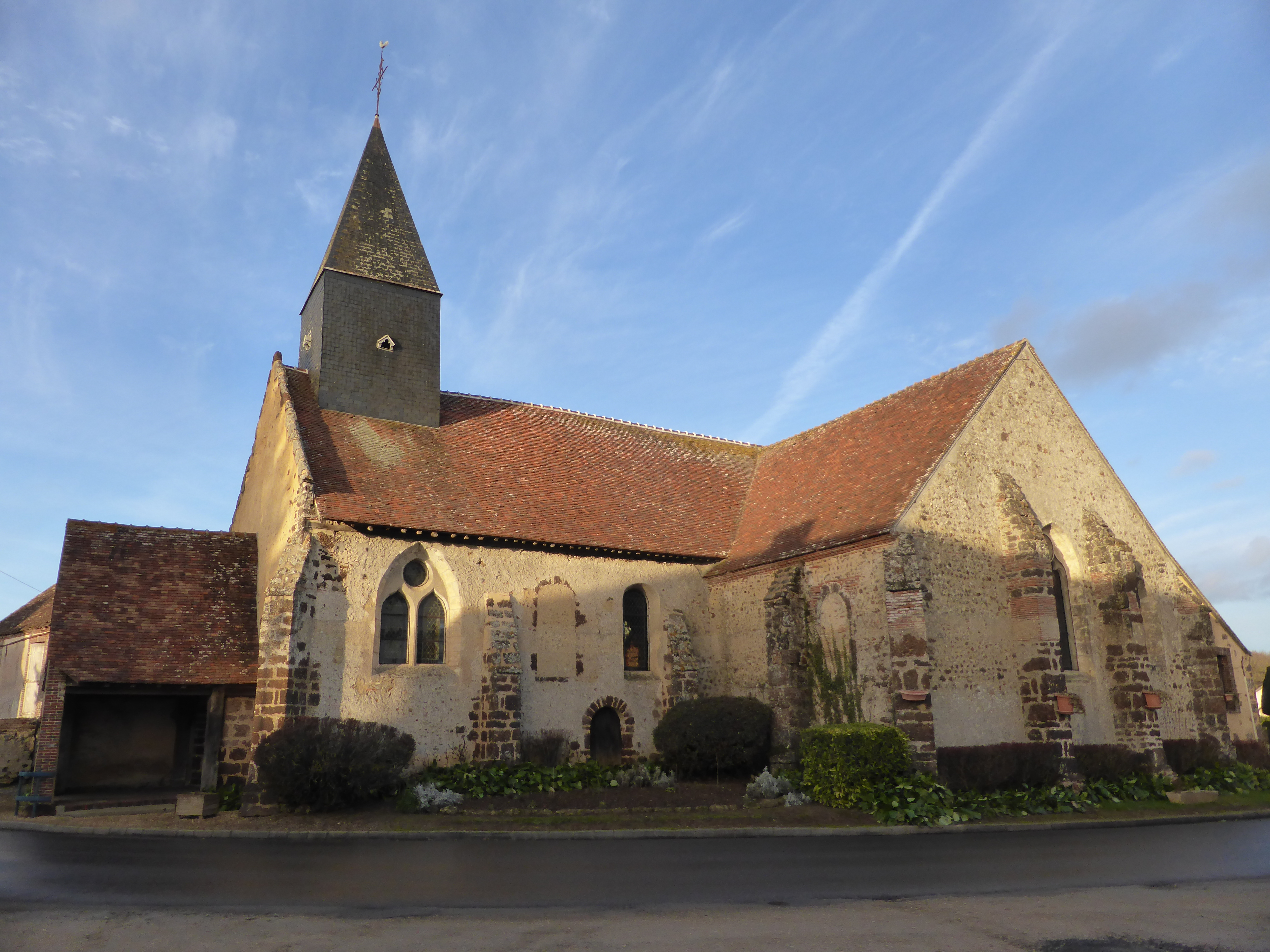
Kirche Saint-Barthélemy

- Kirche Saint-Barthélemy